# Das letzte Königreich
Das letzte Königreich (engl. The Last Kingdom) ist ein historischer Roman des britischen Schriftstellers Bernard Cornwell. Das Buch erschien im Jahr 2004 beim Verlag HarperCollins und 2007 in der deutschen Übersetzung beim Rowohlt Verlag. Das Buch wurde auch auf Französisch, Italienisch, Portugiesisch, Spanisch, Polnisch und Dänisch übersetzt.
Der Titel Das letzte Königreich bezieht sich auf Wessex, das letzte der sieben angelsächsischen Königreiche in England, das noch nicht von den dänischen Wikingern erobert worden ist. Hier herrscht König Alfred von Wessex, der sich gegen die Übermacht der Invasoren verteidigen muss. Die Auseinandersetzungen der Angelsachsen mit den dänischen Wikingern unter König Guthrum bilden den Hintergrund der Erzählung. Historischen Personen, wie den Königen Alfred und Guthrum, stehen erfundene Figuren wie der Angelsachse Uhtred, der Held und Erzähler der Geschichte, gegenüber.

## Einordnung in Cornwells Serien
Das letzte Königreich ist der erste Roman aus Cornwells The Saxon Stories-Reihe, die vor dem Hintergrund der britischen Geschichte des 9. und 10. Jahrhunderts spielt. Bisher sind dreizehn Romane in der Originalsprache erschienen. Die Fortsetzungen des ersten Teils, Der weiße Reiter und Die Herren des Nordens, sind 2005 bzw. 2006 in der Originalsprache und 2007 bzw. 2008 auf Deutsch erschienen. In den ersten Bänden wird die Kindheit und Jugend des fiktiven angelsächsischen Kriegers Uhtred geschildert, der von Wikingern erzogen wird, aber später im Dienste König Alfreds von Wessex und dessen Sohn Edward steht. The Saxon Stories sind daher im Deutschen unter dem Titel Die Uhtred-Saga veröffentlicht worden. Der Originaltitel The Last Kingdom war auch namensgebend für eine ab 2015 von der BBC ausgestrahlte historische Action-Serie, die in mehreren Staffeln das Schicksal Uhtreds und seiner Familie erzählt. Am 16. April 2019 erschien mit Wolfskrieg der elfte Teil der Romanserie auch in deutscher Sprache.

## Handlung

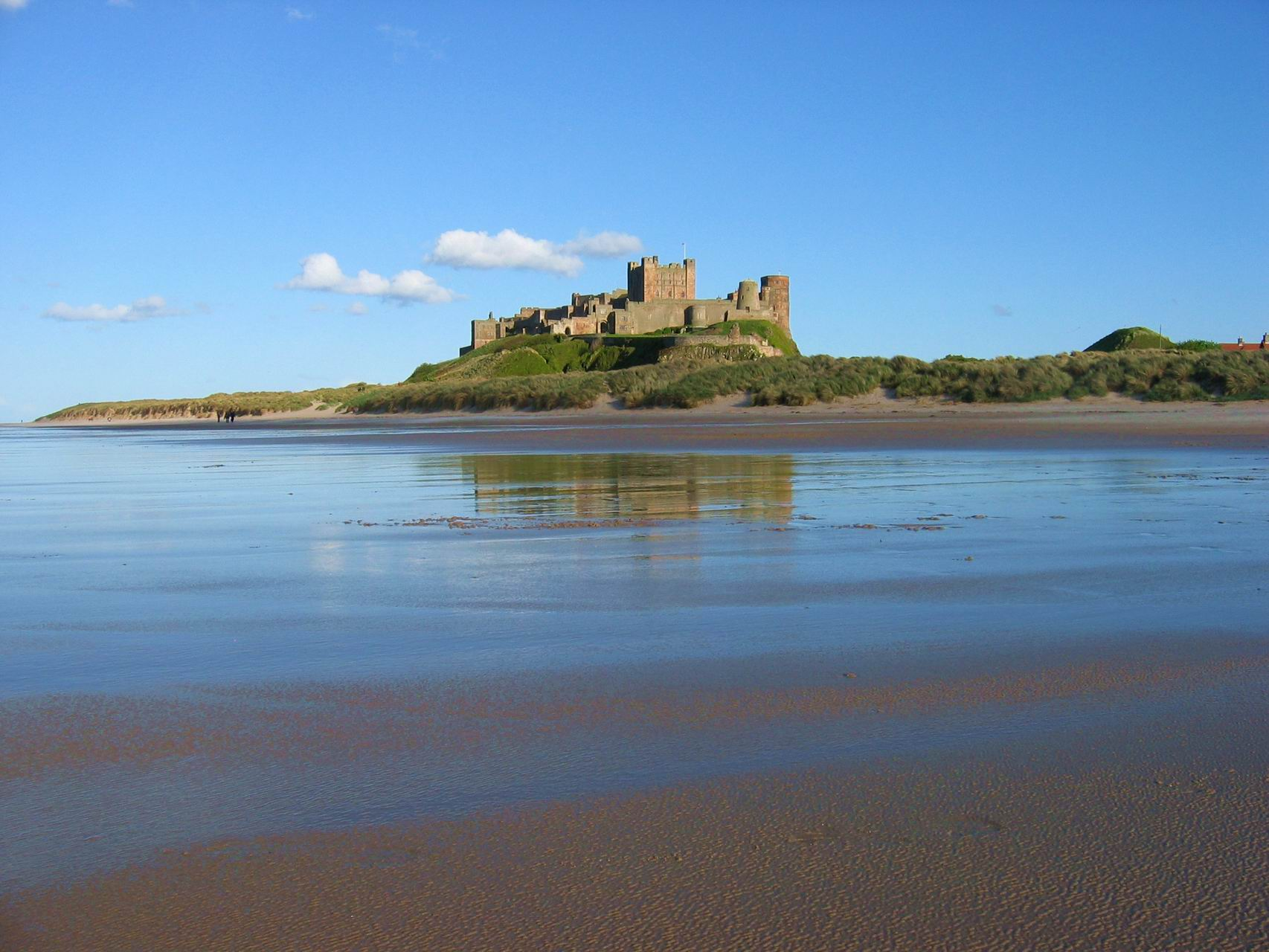
Bamburgh Castle steht heute an der Stelle einer Wallburg, die zur Zeit Alfreds von Wessex Bebbanburg genannt wurde.

Osbert ist 10 Jahre alt (geboren 856 AD) und der zweite Sohn des Aldermann Uhtred, Herrn von Bebbanburg in Northumbrien. Als die Dänen Bebbanburg angreifen, wird Uhtreds erster Sohn, der ebenfalls Uhtred heißt, getötet und sein Leichnam von den Dänen geschändet. Osbert, der nun der älteste Sohn des Aldermannes Uhtred ist, wird nun selbst auch auf den Namen Uhtred getauft. Der Aldermann Uhtred folgt mit seinen Männern dem Aufruf des Königs, als eine dänische Flotte in Eoferwic (York) landet. Die Dänen locken das angelsächsische Heer in einen Hinterhalt und vernichten es. Alderman Uhtred fällt dabei. Sein Sohn Uhtred wird vom dänischen Grafen Ragnar während des Kampfes gefangen genommen. Ragnar, der von Uhtreds Versuch ihn anzugreifen amüsiert ist, verschont den Jungen und nimmt ihn unter seine Fittiche, zunächst als Sklave, später mehr und mehr als dritten Sohn. Uhtreds Onkel, Ælfric, nimmt Bebbanburg und den Titel Aldermann an sich, obwohl dies Uhtred rechtmäßig zusteht. Nur weil Ragnar sich weigert Uhtred an Ælfric zu verkaufen, bleibt Uhtred am Leben.
Uhtred beschreibt sein Leben unter den Dänen. Er reist mit Ragnar und seinen Männern durchs Land, arbeitet wie ein Sklave und schlägt sich mit anderen Jungen, sowohl Sklaven als auch Dänen. Uhtred freundet sich mit Ragnars Sohn Rorik an und kämpft mit ihm besonders oft gegen einen Jungen namens Sven, der der Sohn von Kjartan ist, einem Schiffsmeister von Ragnars kleiner Flotte.
Die Dänen siedeln in England und werden dabei von den Einheimischen zähneknirschend geduldet. Ragnar baut sich eine Halle. Seine Schiffsmannschaften siedeln in der Nähe, während Ragnar die Stellung eines vor York gefallenen englischen Lords einnimmt. Eines Tages wird Ragnars Tochter Thyra von Sven entführt. Er versucht Thyra zu zwingen, ihn sexuell zu berühren. Uhtred und Rorik beobachten dies aus einem Versteck heraus, greifen Sven an, und Uhtred verletzt Sven mit seinem Schwert am Oberschenkel. Uhtred, Rorik und Thyra fliehen zurück zu Ragnars Hof und berichten ihm von der Angelegenheit. Dieser ist sehr erbost und wütend über Svens Verhalten. Er wendet sich an Kjartan und schlägt Sven mit seinem Schwertknauf ein Auge aus, weil er damit seine Tochter nackt betrachtet hat. Kjartan wird aus Ragnars Mannschaft ausgeschlossen und muss sich auf eine demütigende und unergiebige Position als Wache für den Marionettenkönig der Dänen zurückziehen, ein tiefer sozialer Abstieg für ihn.
Uhtred geht mit den Dänen auf Raubzug quer durch Ostanglien und nimmt an der Eroberung von Mercien, Ostanglien und der Invasion von Wessex teil.  Während und zwischen diesen Kampfhandlungen wird Uhtred zum Krieger ausgebildet und nimmt an diversen Plünderungen der Dänen teil. In Wessex wird er von Beocca, einem Priester und einem Freund seiner Familie, aufgegriffen. Dieser arbeitet inzwischen für den frommen König Alfred, dieser will Uhtred in ein Kloster schicken, um ihn dort Schreiben und Lesen zu lehren. Auf dem Weg dorthin flieht Uhtred, der von dem Vorhaben nichts hält, und schließt sich wieder Ragnar an.
Uhtred genießt das Leben bei den Dänen bis zu dem Zeitpunkt als Kjartan Ragnars Hof niederbrennt und Ragnar dabei umkommt. Ohne eine Bezugsperson bei den Dänen und aus Angst vor der Verfolgung durch Kjartan, schließt er sich König Alfred in Wessex an. Dort lernt er Lesen und Schreiben und segelt mit Alfreds Flotte, die aus 12 Schiffen besteht, gegen die Dänen. Da er die Flotte befehligen möchte, geht er auf die Bedingung ein, Mildrith, eine Waise aus Wessex, zu heiraten. Erst als er der Heirat schon zugestimmt hat, erfährt er, dass der Hof, der Mildriths Mitgift ist, mit hohen Schulden belastet ist. Diese Täuschung nimmt er Alfred übel. Danach nimmt er an einem Angriff auf Guthrum teil und wird nach den Friedensverhandlungen als eine von mehreren Geiseln als Pfand an die Dänen übergeben, um den errungenen Frieden zu sichern. Über den Winter bleibt er bei den Dänen in der Stadt und wird dort von Ragnar dem Jüngeren, dem Sohn seines Ziehvaters, freundlich aufgenommen. Als Guthrum den Frieden bricht und alle Geiseln erschlägt, wird Uhtred von Ragnar gerettet. Er erzählt ihm vom Mord an seinem Vater durch Kjartan und dessen Verrat. Beide beschließen Rache an Kjartan zu nehmen. Doch zunächst flieht Uhtred von den Dänen, um seine Frau zu finden. Sie wurde von Odda dem Jüngeren, einem Aldermann aus Wessex, der schon vor der Hochzeit mit Uhtred in sie verliebt war, nach Norden gebracht. Uhtred folgt den beiden und führt eine Schiffsmannschaft aus ihm treu ergebenen Kämpfern zu dem sächsischen Heer, das von Ubba Lothbrokson in einer Festung eingekesselt ist. Da die Vorräte zur Neige gehen und keiner der anderen Adeligen gewillt ist zu handeln, entwickelt Uhtred im Alleingang einen Schlachtplan. Alleine schleicht er zu den Schiffen der Dänen und zündet einige von ihnen an. Dies ist das Zeichen für wenige hundert Mann. Die Sachsen bilden mit den brennenenden Schiffen und dem Strand im Rücken einen Schildwall und werden von der gesamten Armee Ubbas angegriffen. Unter Uhtreds Führung halten die Männer der Übermacht lange genug stand, damit der Rest der Armee Ubba in den Rücken fallen kann. Uhtred tötet Ubba. Durch seinen Schlachtplan wird die Schlacht bei Cynuit gewonnen.

## Charaktere der Handlung

### Fiktive Personen
- Uhtred – Der Protagonist, Erzähler, enteigneter Aldermann von Bebbanburg; ursprünglich Osbert genannt.
- Fürst Ragnar der Furchtlose – Dänischer Wikingerfürst und Ziehvater Uhtreds
- Ragnar Ragnarsson (Ragnar der Jüngere) – Ragnars Sohn, Uhtreds enger Freund
- Rorik Ragnarsson – Ragnars jüngerer Sohn und Uhtreds Freund seit Kindesalter
- Thyra Ragnarsdottir – Ragnars Tochter, welche von Kjartan gekidnappt wird
- Brida – Sachsenmädchen aus East Anglia, Uhtreds Geliebte
- Sigrid – Frau von Fürst Ragnar und Mutter von Ragnar dem Jüngeren, Rorik und Thyra
- Ravn – blinder Skalde und Vater von Fürst Ragnar
- Sven Kjartansson – Uhtreds Erzfeind und Kjartans Sohn
- Kjartan – dänischer Schiffsmann der Fürst Ragnar verrät
- Pater Beocca – Alfreds Priester und Uhtreds Familienfreund
- Mildrith – Uhtreds erste, westsächsische Frau
- Leofric – Uhtreds Freund, Krieger und Schiffsmeister
- Odda der Jüngere – Alderman Oddas Sohn und Uhtreds Feind
- Ælfric – Uhtreds Onkel und unrechtmäßiger Besitzer Bebbanburgs
- Fürst Uhtred von Bebbanburg – Uhtreds Vater
- Gytha – Uhtreds Stiefmutter

### Historische Personen
- König Alfred von Wessex (Alfred der Große) – König von Wessex
- Guthrum der Unglückliche – Dänischer Herrscher im Danelag
- Ubba Lothbroksson – Gefürchteter Dänischer Herrscher, älterer Bruder von Ivar und Halfdan
- Ivar Lothbroksson (Ivar der Knochenlose) – Gefürchteter Dänischer Herrscher, Bruder von Ubba und Halfdan
- Halfdan Lothbroksson – Dänischer Herrscher und jüngerer Bruder von Ubba und Ivar
- Ælswith – Alfreds Frau, welche gegen Uhtred ist
- Æthelwold – Alfreds Neffe und Freund von Uhtred
- Aldermann Odda – Aldermann von Wessex
- König Edmund von East Anglia

## Rezeption
Im Vereinigten Königreich erreichte das Buch den 5. Platz der Bestsellerliste der Sunday Times und verblieb dort 8 Wochen.
In den Vereinigten Staaten erschien The Last Kingdom 2005 im Großdruckverfahren bei HarperCollins und 2006 als Taschenbuch bei HarperTorch. Das Buch war drei Wochen lang auf den von Publishers Weekly und von The New York Times veröffentlichten Bestsellerlisten, wo es den 11. bzw. 8. Platz erreichte.

## Rezensionen
- engl. Rezension
- Zusammenfassung engl. Rezensionen

## Verfilmung
Von 2015 bis 2022 wurde die britische Fernsehserie The Last Kingdom ausgestrahlt. In der Hauptrolle ist Alexander Dreymon zu sehen.